# 生石高原天文台
生石高原天文台（おいしこうげんてんもんだい）は、かつて和歌山県有田郡有田川町に存在した日本の天文台。2008年（平成20年）度から休館していたが、閉館となった。

## 概要
口径50cmのニュートン・カセグレン式反射望遠鏡を備え、夜の天体観測をはじめ、太陽の観測からビデオ撮影まで幅広く対応できるようになっていた。また、多人数での観測もできるよう、実習用の望遠鏡、双眼鏡等も設置していた。
生石高原天文台は、「天体・宇宙の観察を通じ、新しい地域文化の創造と交流の拠点となる」ことをめざしていた。
現在、天文台にあった反射望遠鏡は有田川町天文クラブが使用している。

## アクセス
- 阪和自動車道・吉備IC - 生石高原方面へ車で約45分